# Tjärblomster
Tjärblomster (Viscaria vulgaris) är en art i familjen nejlikväxter. Den förekommer naturligt i Europa, till Kaukasus och västra Sibirien. I Skandinavien växer den i Norge upp till höjd med svenska Härjedalen på upp till 1000 meters höjd. I Sverige vanlig till Värmland och Uppland men förekommer sällsynt upp till Ångermanland, Västerbotten och även i Torne lappmark.

## Beskrivning
Tjärblomster är en vanlig flerårig ört, 2n=24, som ofta växer i bestånd som bildar tuvor på torr mark som klippor, hällar, vägskärningar och liknande. Den blir upp till 60 centimeter hög och består av en enda kal och ogrenad stjälk med kanthåriga rosettblad nere vid marken och 1-3 bladpar längs stjälken. Direkt under varje bladpar finns en mörk och klibbig substans som genom sin likhet med tjära har gett detta blomster dess svenska namn.
Blommorna är kortskaftade och samlade högst upp i en blomställning som liknar ett ax. Växten blommar under maj-juni med blommor som har rikligt med nektar och långt mörkviolett foder och hela, något inskurna rödvioletta kronblad. Kapseln är 6-9 millimeter med en 3-5 millimeter lång karpofor.

## Sjukdomar
En svampsjukdom, ståndarsot (Microbotryum violaceum), drabbar växternas ståndare där knapparna blir gråfärgade och sterila och som sprids som svampsporer med blombesökande insekter.

## Synonymer

### Vetenskapliga
- Lychnis angustifolia S.F.Gray
- Lychnis neglecta (G.Don) G.Don
- Lychnis viscaria L.
- Lychnis viscaria subsp. subnivalis P.P.Panov
- Lychnis viscosa Scopoli
- Silene viscaria (L.) Borkh.
- Steris viscaria (L.) Rafinesque
- Viscago viscosa (Scopoli) Moench
- Viscago vulgaris (Roehl.) Mert. & W.D.J.Koch
- Viscaria alba G.Don
- Viscaria albiflora Sweet
- Viscaria media Fries. ex Swanlund
- Viscaria neglecta G.Don
- Viscaria purpurea Wimm.
- Viscaria viscaria (L.) Voss
- Viscaria viscaria Degen.
- Viscaria viscosa (Scopoli) Ascherson
- Viscaria vulgaris f. proklethiae (Bosnjak) Zi.Pavleti ex Trinajsti
- Viscaria vulgaris var. proklethiae Bosnjak

### Svenska
- Beckblomster
- Beckrisper, i Småland [4]
- Flugfånga, flugfänga
- Tjärlysa
- Tjärroser, bl a i Närke [4]
- Tjärurt, tjärört, i Skåne [4]

## Etymologi
Viscaria av latin viscum = lim med hänsyftning på stjälkens "tjära".
Vulgaris, latin allmän, vanlig
Flugfånga p.g.a. att insekter och småkryp ibland fastnar i "tjäran".
Beck är en alternativ liknelse till stjälkens klibbiga ämne.